# Matt Cooke
Matthew David Cooke, född 7 september 1978 i Belleville, Ontario, är en kanadensisk professionell ishockeyspelare som spelar för Minnesota Wild i NHL. 2008–09 vann han Stanley Cup med Penguins. Cooke spelade för Vancouver Canucks från 1998 till 2008. Han spelade också för Washington Capitals säsongen 2007–08.
2004 vann han VM-guld med Kanada.

## Statistik

### Klubbkarriär
| 1995–96    | Windsor Spitfires   | OHL        | 61  | 8   | 11  | 19  | 102  | 7  | 1  | 3  | 4  | 6   |
| 1996–97    | Windsor Spitfires   | OHL        | 65  | 45  | 50  | 95  | 146  | 5  | 5  | 5  | 10 | 10  |
| 1997–98    | Windsor Spitfires   | OHL        | 23  | 14  | 19  | 33  | 50   | —  | —  | —  | —  | —   |
| 1997–98    | Kingston Frontenacs | OHL        | 25  | 8   | 13  | 21  | 49   | 12 | 8  | 8  | 16 | 20  |
| 1998–99    | Vancouver Canucks   | NHL        | 30  | 0   | 2   | 2   | 27   | —  | —  | —  | —  | —   |
| 1998–99    | Syracuse Crunch     | AHL        | 37  | 15  | 18  | 33  | 119  | —  | —  | —  | —  | —   |
| 1999–00    | Vancouver Canucks   | NHL        | 51  | 5   | 7   | 12  | 39   | —  | —  | —  | —  | —   |
| 1999–00    | Syracuse Crunch     | AHL        | 18  | 5   | 8   | 13  | 27   | —  | —  | —  | —  | —   |
| 2000–01    | Vancouver Canucks   | NHL        | 81  | 14  | 13  | 27  | 94   | 4  | 0  | 0  | 0  | 4   |
| 2001–02    | Vancouver Canucks   | NHL        | 82  | 13  | 20  | 33  | 111  | 6  | 3  | 2  | 5  | 0   |
| 2002–03    | Vancouver Canucks   | NHL        | 82  | 15  | 27  | 42  | 82   | 14 | 2  | 1  | 3  | 12  |
| 2003–04    | Vancouver Canucks   | NHL        | 53  | 11  | 12  | 23  | 73   | 7  | 3  | 1  | 4  | 12  |
| 2005–06    | Vancouver Canucks   | NHL        | 45  | 8   | 10  | 18  | 71   | —  | —  | —  | —  | —   |
| 2006–07    | Vancouver Canucks   | NHL        | 81  | 10  | 20  | 30  | 64   | 1  | 0  | 0  | 0  | 2   |
| 2007–08    | Vancouver Canucks   | NHL        | 61  | 7   | 9   | 16  | 64   | —  | —  | —  | —  | —   |
| 2007–08    | Washington Capitals | NHL        | 17  | 3   | 4   | 7   | 27   | 7  | 0  | 0  | 0  | 4   |
| 2008–09    | Pittsburgh Penguins | NHL        | 76  | 13  | 18  | 31  | 101  | 24 | 1  | 6  | 7  | 22  |
| 2009–10    | Pittsburgh Penguins | NHL        | 79  | 15  | 15  | 30  | 106  | 13 | 4  | 2  | 6  | 22  |
| 2010–11    | Pittsburgh Penguins | NHL        | 67  | 12  | 18  | 30  | 129  | —  | —  | —  | —  | —   |
| 2011–12    | Pittsburgh Penguins | NHL        | 82  | 19  | 19  | 38  | 44   | 6  | 0  | 4  | 4  | 16  |
| 2012–13    | Pittsburgh Penguins | NHL        | 48  | 8   | 13  | 21  | 36   | 15 | 0  | 4  | 4  | 35  |
| NHL totalt | NHL totalt          | NHL totalt | 935 | 153 | 207 | 360 | 1068 | 97 | 13 | 20 | 33 | 129 |

### Internationellt
| År            | Lag           | Turnering     |   | Matcher | Mål | Assist | Poäng | Utv |
| ------------- | ------------- | ------------- | - | ------- | --- | ------ | ----- | --- |
| 1998          | Kanada        | JVM           | 6 | 1       | 1   | 2      | 6     |     |
| 2004          | Kanada        | VM            | 9 | 2       | 2   | 4      | 8     |     |
| Junior totalt | Junior totalt | Junior totalt | 6 | 1       | 1   | 2      | 6     |     |
| Senior totalt | Senior totalt | Senior totalt | 9 | 2       | 2   | 4      | 8     |     |